# Wolff Károly (politikus)
Wolff Károly (Érsekújvár, 1874. október 1. – Budapest, 1936. július 22.) jogász, kereszténypárti politikus, a két világháború közötti Budapest politikai életének meghatározó szereplője.

## Életpályája
Érsekújváron és Trencsénben járt gimnáziumba, a jogot Pozsonyban, Budapesten, Lipcsében, Halléban és Berlinben végezte. 1896-ban joggyakornok a trencséni törvényszéken, 1898-ban a nagybiccsei járásbíróságon. A bírói vizsga letétele után 1899-ben az Igazságügyminisztérium törvényelőkészítő osztályán dolgozott. Tagja volt a polgári törvénykönyvet előkészítő bizottságnak; a kötelmi jogi rész szövege és indokolása nagyrészt az ő munkája.
1901-től udvari fogalmazó a bécsi főudvarnagyi hivatalban, ahol csakhamar udvari titkár lett. 1906-tól a Közös Külügyminisztériumban osztálytanácsosként a magyar közjogi ügyek előadója. 1909-től udvari és miniszteri tanácsos és az általa szervezett magyar főudvarnagyi bíróság első elnöke.
1918 novemberében fölajánlotta szolgálatait a Magyar Nemzeti Tanácsnak, mely megbízta a királyi javak kezelésével és fölszámolásával. Taktikázással a korona vagyonát és a király magánvagyonát sikerült megmentenie.
A keresztény nacionalista mozgalom egyik vezetője lett. A Tanácsköztársaság megdöntése után az általa létrehozott irredenta fajvédő alapon álló szervezetnek, az Egyesült Keresztény Ligának ügyvezető elnöke, mely a 20-as években legnagyobb riválisa volt az Etelközi Szövetségnek. 1922-től nemzetgyűlési, 1926-tól országgyűlési képviselő.
Elnöke volt az Országos Bírói és Ügyészi Egyesületnek, ő alapította és elnöke volt haláláig a főváros politikai életében vezető szerepet játszó Keresztény Községi Pártnak. Vezetője volt a kormánypártot támogató Keresztény Gazdasági és Szociális Párt Wolff-frakciójának, az Ébredő Magyarok Egyesülete igazgatósági, a Társadalmi Egyesületek Szövetségének (TESZ) választmányi tagja, s a 30-as években haláláig helyet foglalt a 33-as bizottságban.